# Isabelle Le Nouvel
Isabelle Le Nouvel (* 27. August 1973 in Lyon) ist eine französische Schriftstellerin, Dramaturgin und Schauspielerin.

## Leben und Werk
Isabelle Le Nouvel debütierte 1993 in Lyon in dem Stück La dernière nuit de Didier Decoin in der Rolle der Marie Stuart, inszeniert von Jaromir Knittl (* 1946). Während zwei Spielzeiten war sie am Théâtre Les Ateliers in Lyon, wo sie unter der Regie von Gilles Chavassieux spielte, der in Lyon neben Theaterklassikern auch eine Reihe französischer Erstaufführungen zeitgenössischer europäischer Dramatiker auf die Bühne brachte. In Lyon hatte sie u. a. eine Rolle in der Uraufführungen des Stücks Nietzsche se marie von Alain Jugnon (* 1959). 1996 verkörperte sie die Sonja in Tschechows Onkel Wanja. In der Folge spielte sie Rollen unter verschiedenen Regisseuren.
2001 traf sie zum ersten Mal Niels Arestrup, mit dem sie während des Festival von Avignon in einer Tschechow-Inszenierung als Schauspielerin innerhalb der Reihe Paroles d’Acteurs zusammenarbeitete. Anschließend ging sie mit ihm nach Paris, wurde seine Regieassistentin, Mitarbeiterin und Lebensgefährtin.
2002 spielte sie am Théâtre National de Nice die Rolle der Panope in der Tragödie Phèdre von Jean Racine, mit Carole Bouquet in der Titelrolle und Arestrup als Théramène, Regie Jacques Weber.
Seit 1994 übernahm sie auch Rollen in französischen Fernseh- und Kinofilmen. Ihre erste Kinorolle hatte sie 1996 in einer kleinen Nebenrolle in dem Film Krim von Ahmed Bouchaala.
Am 1. Januar 2014 hatte ihr erstes Theaterstück Big Apple Premiere am Théâtre de l’Ouest Parisien de Boulogne-Billancourt und wurde im selben Jahr in der Salle Rejane in Paris und am Théâtre de Puteaux aufgeführt. Inzwischen hat sie fünf Theaterstücke geschrieben (Stand: Frühjahr 2023). Une étoile hatte mit Macha Méril in der weiblichen Hauptrolle am 9. Februar 2023 am Théâtre Montparnasse Premiere.
Isabelle Le Nouvel war von 2012 bis zu seinem Tod im Jahr 2024 mit Niels Arestrup verheiratet; das Paar hat zwei Kinder.

## Werke
Theaterstücke
- 2014: Big Apple, Regie Niels Arestrup, mit Christophe Malavoy und Marianne Basler; Théâtre de l’Ouest Parisien[5]
- 2016: Le Syndrome de l’Écossais, Regie Jean-Louis Benoît, mit Thierry Lhermitte und Bernard Campan; Théâtre des Nouveautés; Tournee in Frankreich, der Schweiz und Belgien
- 2018: Skorpios au loin, Regie Jean-Louis Benoît, mit Niels Arestrup und Ludmila Mikaël; Théâtre des Bouffes-Parisiens; Prix Théâtre Fondation Barrière 2018
- 2021: 88 fois l’infini, Regie Jérémie Lippmann, mit François Berléand und Niels Arestrup; Théâtre des Bouffes-Parisiens; Tournee in Frankreich, der Schweiz und Belgien
- 2023: Une Étoile, Regie Stefan Druet Toukaieff, mit Macha Méril, Marc Citti, Laurent Dolce und Claire Magnin; Théâtre Montparnasse

Romane
- La femme qui n’aimait plus les hommes. Lafon, Paris, 2021. ISBN 978-2-266-32890-6
- Demain, dès l’aube. Lafon, Paris, 2023. ISBN 978-2-7499-5074-7

## Filmografie
- 1994: Krim, Regie Ahmed Bouchaala
- 1996: Jojo la frite, Regie Nicolas Cuche
- 1998: Une voix en or, Regie Patrick Volson
- 2000: Victoire ou la Douleur des femmes, Regie Nadine Trintignant
- 2000: La Parenthèse enchantée, Regie Michel Spinosa
- 2000: Deuxième vie, Regie Patrick Braoudé
- 2001: Lavage d’amour, Regie Jean Marbœuf
- 2001: Der Pakt der Wölfe (Le Pacte des loups), Regie Christophe Gans
- 2001: Confession d’un dragueur, Regie Alain Soral
- 2001: De si jolies sorcières, Regie Étienne Dhaene
- 2002: Straße der heimlichen Freuden (Rue des plaisirs), Regie Patrice Leconte
- 2002: A+ Pollux, Regie Luc Pagès
- 2003: L’île maudite, Regie Rémy Burkel
- 2006: Der Liebespakt: Simone de Beauvoir und Sartre (Les Amants du Flore), Regie Ilan Duran Cohen
- 2007: Le Candidat, Regie Niels Arestrup